# 152985 Kenkellermann
152985 Kenkellermann este un asteroid din centura principală de asteroizi.

## Descriere
152985 Kenkellermann este un asteroid din centura principală de asteroizi. A fost descoperit pe 4 aprilie 2000 la Stația Anderson Mesa de Larry H. Wasserman. Asteroidul prezintă o orbită caracterizată de o semiaxă mare de 2,33 ua, o excentricitate de 0,13 și o înclinație de 6,5° în raport cu ecliptica.